# Rathaus Épinay-sous-Sénart

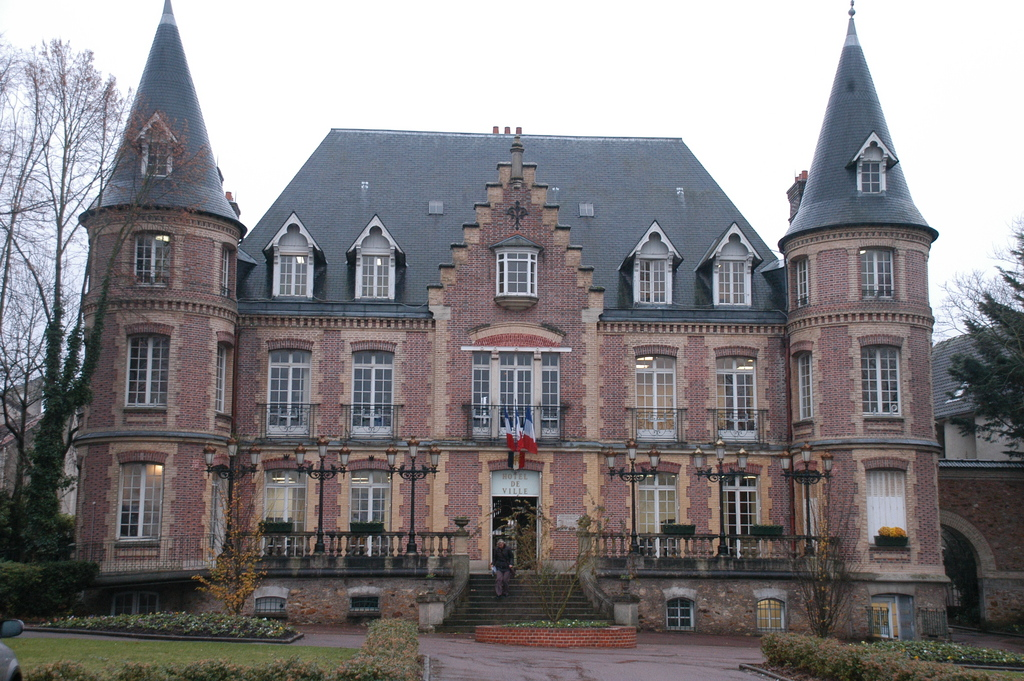
Rathaus in Épinay-sous-Sénart

Das Rathaus (französisch Mairie) in Épinay-sous-Sénart, einer französischen Gemeinde im Département Essonne in der Region Île-de-France, wurde 1891 errichtet. Das Rathaus an der Rue Sainte-Geneviève Nr. 8 wurde ursprünglich als Wohnhaus für den Direktor der Pariser Oper Eugène Ritt erbaut. 
Das zweigeschossige Gebäude im Stil Louis-treize besitzt zwei runde Ecktürme. Den Eingang erreicht man über eine Freitreppe in der Mittelachse, die von einem Stufengiebel bekrönt wird. 